# Aurèlia Pijoan Querol
Aurèlia Pijoan Querol (Castellserá, 1910- Ciudad de México, 1998) fue una activista política y médica española. 

## Trayectoria
Estudió Medicina en la Universidad de Barcelona y en la Universidad de Valencia, y se licenció en 1933. Trabajó en el Laboratorio Municipal de Lérida, donde se especializó en la producción de la vacuna contra la tuberculosis. Realizó la tesis doctoral en la Universidad de Madrid sobre la inmunidad del paludismo, aunque el estallido de la Guerra civil le impidió presentarla en septiembre de 1936. Durante el conflicto bélico ejerció de médica en el Hospital Intercomarcal y dirigió la Casa de reposo habilitada para combatientes con problemas pulmonares y respiratorios en el municipio pallarés de Espot.
Militante del Partido Socialista Unificado de Cataluña(PSUC) desde julio de 1936, asumió, junto con sus hermanas Avelina y Palmira, el Secretariado Femenino del PSUC en Lérida y comarcas. Asimismo, fue nombrada secretaria general de la Unión de Mujeres de Cataluña en Lérida, una organización antifascista nacida en Barcelona en 1937, cuya máxima dirigente era su amiga Dolors Piera. El compromiso y firmeza de ambas les hizo ser pioneras en la conquista del espacio público para las mujeres.
Entre septiembre y octubre de 1937 fue concejala en el Ayuntamiento de Lérida en representación del PSUC y, probablemente, llevó a cabo las funciones de la Concejalía de Sanidad. Con ello se convirtió en la primera mujer que accedió a un cargo de representación municipal en el Ayuntamiento de Lérida. Impartió numerosas conferencias en la radio y mítines en varios pueblos de Cataluña, ante la necesidad de movilizar a las mujeres para la causa republicana.
Casada desde 1938 con Luis Pérez García-Lago, tuvo que exiliarse en Francia, desde donde, en diciembre de 1939, marchó a la República Dominicana. El Tribunal de Responsabilidades Políticas le abrió un expediente, como concejala del periodo revolucionario, por el que fue multada con 5.000 pesetas, ocho años de expatriación y ocho años de inhabilitación. A principios de 1941, después de un breve periodo en Cuba, se estableció definitivamente en México, donde nacieron sus tres hijos. Allí, tras abandonar la profesión de medicina, continuó su militancia en el PSUC y en la Unión de Mujeres de Cataluña (de la cual asumió la secretaría general). Militante desde sus comienzos de la Unión de Mujeres Españolas en México (UME), que aglutinaba a mujeres comunistas y republicanas, fue vicesecretaria y secretaria general.
También tuvo una activa participación en el Patronato de Ayuda a los Patriotas Catalanes. Su marido fue el secretario general del PSUC en México, su hermana Avelina estaba casada con el destacado dirigente Pere Ardiaca y su hermana pequeña, Elena, y su marido, Ángel Larrauri de Pablo, fueron el núcleo de resistencia más importante de los comunistas en la Lérida franquista.